# Петър Попзлатев (политик)
Вижте пояснителната страница за други личности с името Петър Попзлатев.
Петър Ангелов Попзлатев е български политик от политически кръг „Звено“.

## Биография
Роден е на 12 март 1895 г. в град Трявна. През 1915 г. завършва съкратен курс на 36-и випуск на Военното училище в София. От 11 септември същата година е произведен в звание офицерски кандидат. Започва службата си в 5-а допълваща дружина. Служил е в 5-и пехотен полк, 7-а пехотна дружина, 6-а жандармерийска дружина и е бил началник на секция във военносъдебна служба. През 1926 г. се дипломира като правист от Софийският университет. В периода 1926 – 1930 г. преподава във Военното училище и Школата за запасни офицери (ШЗО). От там е уволнен поради антимонархическите си възгледи. В периода 1934 – 1939 г. е един от ръководителите на политическия кръг „Звено“. Взема участие в Деветнадесетомайският преврат, известно време е директор на Софийска област. През октомври 1934 година оглавява ключовата за режима Дирекция на обществената обнова. На 31 юли 1935 година е уволнен от армията като подполковник, заедно с други активисти на Военния съюз.
През 1942 г. се включва в Отечествения фронт, за което е арестуван и интерниран. Между 1944 – 1947 е политически секретар на Народния съюз Звено. Представлява „Звено“ в Националния комитет на Отечествения фронт до 18 юни 1945 година, когато е отстранен под натиска на комунистите. Бил е подпредседател на XXVI ОНС и от 1 – IV ОНС. През 1946 г. е назначен за първи подпредседател на Временното председателство на България. В периода 1947 – 1950 е пълномощен министър на България в Швеция. От 1957 г. е секретар на ИК на Националния съвет на ОФ. Умира на 20 април 1962 г. в Трявна.